# Enrique Mata
Enrique Mata Cabello (* 15. Juni 1985) ist ein ehemaliger spanischer Radrennfahrer.
Mata erhielt im Jahr 2007 seinen regulären Vertrag bei einem internationalen Radsportteam, dem spanischen Continental Team Viña Magna-Cropu, welches später Burgos hieß. Er wurde im Zielsprint des Circuito de Getxo im Jahr 2018 Dritter. Im Jahr 2010 fuhr er für das ProTeam Footon-Servetto, für welches er 2006 bereits als Stagiaire und belegte im Massensprint des ProTour-Rennens Vattenfall Cyclassics den 8. Platz.

## Teams
- 2007 Viña Magna-Cropu
- 2008 Burgos Monumental
- 2009 Burgos Monumental-Castilla y León
- 2010 Footon-Servetto